# Jacques Anquetil
Jacques Anquetil (phát âm [ʒak ɑ̃k.til]; 8 tháng 1 năm 1934   - 18 tháng 11 năm 1987) là một tay đua xe đạp đường trường người Pháp và là tay đua xe đạp đầu tiên vô địch Tour de France năm lần, vào năm 1957 và từ 1961 đến 1964.
Anquetil đã tuyên bố trước Tour de France năm 1961 rằng anh ấy sẽ giành được chiếc áo vàng vào ngày đầu tiên và mặc chúng suốt giải, một lời thách thức với hai người chiến thắng trước đó - Charly Gaul và Federico Bahamontes, nhưng ôngđã làm điều đó. Chiến thắng của anh trong các cuộc đua theo chặng như Tour được xây dựng dựa trên khả năng đặc biệt là đua xe một mình so với đồng hồ trong các giai đoạn thử nghiệm thời gian cá nhân, việc này tạo cho anh biệt hiệu "Monsieur Chrono".

## Đầu đời
Anquetil là con trai của một người xây dựng ở Mont-Saint-Aignan, trên những ngọn đồi phía trên Rouen ở Normandy, tây bắc nước Pháp. Anh sống ở đó với cha mẹ, Ernest và Marie, và anh trai Philippe và sau đó tại Boisguillaume trong một ngôi nhà hai tầng, "một trong những ngôi nhà có dầm lộ ra mà khách du lịch nghĩ là đẹp nhưng những người sống ở đó thấy không thoải mái." 
Năm 1941, cha của anh từ chối hợp đồng làm việc cho các cơ sở quân sự cho quân chiếm đóng Đức và công việc của ông đã không có khách. Các thành viên khác trong gia đình làm nông nghiệp trồng dâu và cha của Anquetil theo họ, chuyển đến ấp Bourguet, gần Quincampoix. Anquetil có chiếc xe đạp đầu tiên của mình - một chiếc Alcyon - ở tuổi bốn và hai lần một ngày đạp xe 1.5 km đến làng và trở lại. Ở đó, ông được một giáo viên mang guốc trong lớp học sưởi ấm bởi bếp lò đứng ra dạy.